# Gino Bozza
Gino Antonio Bozza (Firenze, 10 febbraio 1899 – Milano, 2 marzo 1967) è stato un ingegnere italiano.

## Biografia
Gino Antonio fu un ingegnere, un appassionato ed infaticabile ricercatore e un docente universitario. Era figlio di Giuseppe, anch'egli ingegnere delle Ferrovie dello Stato e di Rina Capellani, di origine friulana.
Dal 1917 prese parte alla prima guerra mondiale nella veste di ufficiale del Genio Ferrovieri. Alla fine del conflitto iniziò gli studi al Politecnico di Milano; nel 1922 si laureò in Ingegneria industriale e per un breve periodo divenne assistente presso l'Università di Pavia, nel laboratorio di Chimica industriale. 

Ottenne la libera docenza in Macchinari e costruzioni per l'industria chimica nel 1926, mentre nel 1932 vinse il concorso di Termotecnica. 

Curò personalmente la traduzione dal tedesco del famoso Trattato di chimica analitica di Frederick Pearson Treadwell (Milano 1929) e scrisse, con Bruno Finzi, il volume Resistenza idro ed aerodinamica (1935). 

Fu chiamato all'Università di Milano dove, nel 1947, divenne direttore dell'Istituto di Fisica tecnica del Politecnico.
Nel 1948 si occupò della problematica legata al trasporto e alla distribuzione del gas naturale scoperto nella Val Padana, contribuendo sostanzialmente alla realizzazione della rete di metanodotti della Società Nazionale Metanodotti SNAM, della quale divenne vicepresidente del comitato tecnico.
Nel 1956, l'Accademia Nazionale dei Lincei gli conferì il premio Feltrinelli per la Chimica, riservato a cittadini italiani (nella sezione scienze matematiche, fisiche e naturali).
È stato Rettore del Politecnico di Milano dal 1960 al 1967.
Quale presidente del comitato di redazione del Centro informazioni studi ed esperienze, curò la stesura del primo Dizionario tecnico nucleare inglese-italiano e italiano-inglese (1962, Roma).
La sua grande versatilità gli consentì di essere autore di un centinaio di pubblicazioni nel campo della fisica tecnica, della termodinamica, della chimica e della meccanica dei fluidi; si occupò anche di problemi connessi all'inquinamento atmosferico.
Durante la sua prestigiosa carriera, collaborò fattivamente con il Consiglio Superiore per l'Istruzione, con il CNR - Consiglio nazionale delle ricerche (che ha intitolato a suo nome la Sezione di Milano), con l'ICVBC - Istituto per la conservazione e valorizzazione dei beni culturali, con l' Associazione termotecnica, con il Comitato termotecnico, con l'Istituto internazionale del freddo e con il CISE - Centro informazioni studi esperienze.
A suo ricordo sono intitolati il Reparto di Rianimazione dell'Ospedale Niguarda di Milano, una via e la biblioteca civica di Cordovado (PN), nello storico Palazzo Cecchini.